# Poudrin de glace
Le poudrin de glace est, en météorologie, le nom d'une forme de précipitations de surface dans les régions arctiques, par temps très froid et ciel dégagé (code Metar : IC). Il est formé de cristaux de glace, souvent si ténus qu'ils semblent rester en suspension dans l'atmosphère, ayant la forme de colonnes ou de plaques hexagonales, car leur formation est lente, en raison d'une faible densité en eau (comme dans la vidéo à droite, filmée à Inari, en Finlande).

## Description
Le poudrin de glace ressemble à un brouillard glacé. Cependant, il n'est pas formé comme ce dernier de gouttelettes surfondues se congelant dans l'air, mais de cristaux de glace formés directement dans celui-ci. Comme le brouillard, il se forme en surface et son épaisseur peut varier de quelques dizaines à plusieurs centaines de mètres. Selon la concentration des cristaux, il peut réduire la visibilité, mais si celle-ci est faible, il est surtout noté par son miroitement dans les rayons du soleil. Ce comportement lui a valu le nom anglais de diamond dust (« poudre de diamant »). Il donne également naissance à des phénomènes de halo, généralement bien marqués.
Ce type de précipitations est rapporté dans les messages météorologiques par le code IC (pour Ice Cristal). Il est facile à reconnaître par un observateur humain, mais peut parfois causer de fausses observations pour une station météorologique automatique. En effet, ces stations sont équipées d'un célomètre pour la mesure de la couverture nuageuse, d'un capteur pour la vitesse de chute des hydrométéores ainsi que d'un diffusomètre pour estimer la visibilité. Si le poudrin est assez dense, ces capteurs signaleront un plafond et une visibilité réduite mais aucune vitesse de chute, ce qui sera interprété comme une couche nuageuse ou du brouillard. Si une vitesse de chute est enregistrée, il sera alors interprété comme de la très faible neige.

## Formation
Les cristaux de glace ne se formeront spontanément par congélation de la vapeur d'eau que lorsque la température est inférieure à −39 °C et l'air saturé. Si la température est supérieure, il faut un noyau de congélation pour démarrer le processus. Ces noyaux sont des particules ou ions en suspension qui ont des propriétés cristallines très proches de celle de la glace. Ils se retrouvent naturellement en très faible concentration dans l'air, venant des sols, des mers et des poussières volcaniques. Si la température de surface est plus élevée, la vapeur peut également rencontrer des gouttelettes surfondues et former du brouillard glacé au lieu de cristaux de glace.
Le poudrin de glace se forme donc en air clair, avec ou sans noyau de condensation, dans les régions polaires lors d'une inversion de température à une température inférieure à −10 °C,. L'apport d'humidité dans l'air très sec et stable sous l'inversion de température ne peut se diluer et l'air atteint le point de saturation rapidement. Les quelques noyaux de congélation qui existent dans cet environnement capturent rapidement cette humidité. Ils tombent au sol ou restent en suspension, formant un type de précipitations très légères qui réduit souvent fortement la visibilité.
Si la concentration de noyau de congélation est très faible, il faudra atteindre des températures plus basses pour voir apparaître les cristaux. Dans les régions très propres comme en Antarctique, ils ne se formeront que vers −25 °C. Sur ce continent où le phénomène est fréquent, on a noté en 1967 dans la région de la station du Plateau que 70 % des précipitations annuelles de 25 mm, en équivalent eau, étaient tombées sous forme de cristaux de glace.

### Formes des cristaux
Des observations au lidar et par capture in situ dans l'Arctique ont montré que les cristaux formant le poudrin vont de 50 à 250 μm. La forme la plus commune est celle d'aiguilles minces à très basse température (∼−41 °C) alors qu'à des températures de −24 °C ou plus, il y a mélange d'aiguilles, de colonnes, de plaques et parfois de cristaux plus complexes.

### Bilan radiatif
Le poudrin de glace a peu ou pas d'effet sur le bilan radiatif de surface, contrairement au brouillard ou aux nuages. La perte de chaleur par ciel clair ne semble pas très affectée par le développement de poudrin. Cette information a pu être intégrée dans les modèles de prévision numérique du temps.

## Poudrin sur Mars
En 2008, la station météorologique canadienne, embarquée sur l'atterrisseur Phoenix, a détecté de la neige dans son étude du climat martien. L'équipe scientifique qui a analysé les résultats explique que la vapeur d'eau est projetée en altitude pendant la journée pour former, dans la basse atmosphère, des nuages de cristaux de glace. Au cours de la nuit, l'eau précipite dans l'atmosphère pour se transformer en neige. On a comparé ce processus à celui de la formation du poudrin de glace observé dans l'Arctique.